# Anstaing
Anstaing è un comune francese di 1 233 abitanti situato nel dipartimento del Nord, nella regione dell'Alta Francia. Fa parte del territorio del Mélantois.

## Società

### Evoluzione demografica
Abitanti censiti